# Cicatrisestola flavicans
Cicatrisestola flavicans là một loài bọ cánh cứng trong họ Cerambycidae.